# Pansarvärnskanonvagn m/43
A Pansarvärnskanonvagn m/43 (rövidítve Pvkv m/43, magyarul 1943-as mintájú páncélvadász) egy svéd gyártmányú harcjármű volt, melyet az Strv m/42 harckocsi alvázára építettek.
1942-ben 87 darab Pvkv m/43-as páncélvadászt rendeltek a Landsverk AB-től. A jármű alapjául az Strv m/42 harckocsi szolgált, melyre egy 75 mm-es m/43 -es L/50,5 csőhosszúságú páncéltörő löveget építettek. Az új fegyverzettől a jármű súlya megnőtt, így meg kellett erősíteniük a lánctalpszerkezetet. Mivel a löveget az alvázra és nem toronyba építették, így oldalirányzási lehetősége igen korlátozott volt. A járműben 56 darab lövedéket tarthattak. A löveg páncélátütő képessége igen jónak bizonyult, tesztelései során Franciaországtól kapott zsákmányolt német Királytigris ellen is kipróbálták a fegyvert. A járműre közelharchoz 8 mm-es m/39 típusú géppuskát is építettek.
A páncélvadász kezelőszemélyzete négy főből állt, akiket a vékony páncélzat csak a kézifegyverek tüze és a tüzérségi lövedékek repeszei ellen védett, ráadásul csak a küzdőtér eleje és oldalai voltak páncélozva, hátulja és teteje nyitott volt. A páncélvadászok szállítása 1944 őszén kezdődött, de a sebességváltók szállításával problémák voltak, így a hadosztályok csak 1946-1947 között kapták meg járműveiket. Az 1940-es évek végén a járműveken módosításokat vezettek be, melyek között volt a küzdőtér tetejének páncéllal borítása. Az 1960-as évek elején újból módosították a járműveket, többek között új motor beépítésével.